# یوفا
اتحادیه فوتبال اروپا (به انگلیسی: Union of European Football Associations) که به اختصار یوفا نامیده می‌شود، مسئول برنامه‌ریزی و برگزاری مسابقات فوتبال در قاره اروپا است. این اتحادیه تعدادی از کشورهایی را که جزو آسیا هستند اما به‌صورت قراردادی در اوراسیا گنجانده می‌شوند مانند ترکیه، آذربایجان، ارمنستان، گرجستان، قزاقستان، روسیه، اسرائیل و قبرس را هم در خود جای داده‌است. فدراسیون فوتبال اروپا دارای ۵۵ عضو است. به علت حمله ۲۰۲۲ روسیه به اوکراین، تمامی تیم‌های ملی و باشگاهی نماینده روسیه از شرکت در مسابقات یوفا منع شده‌اند.

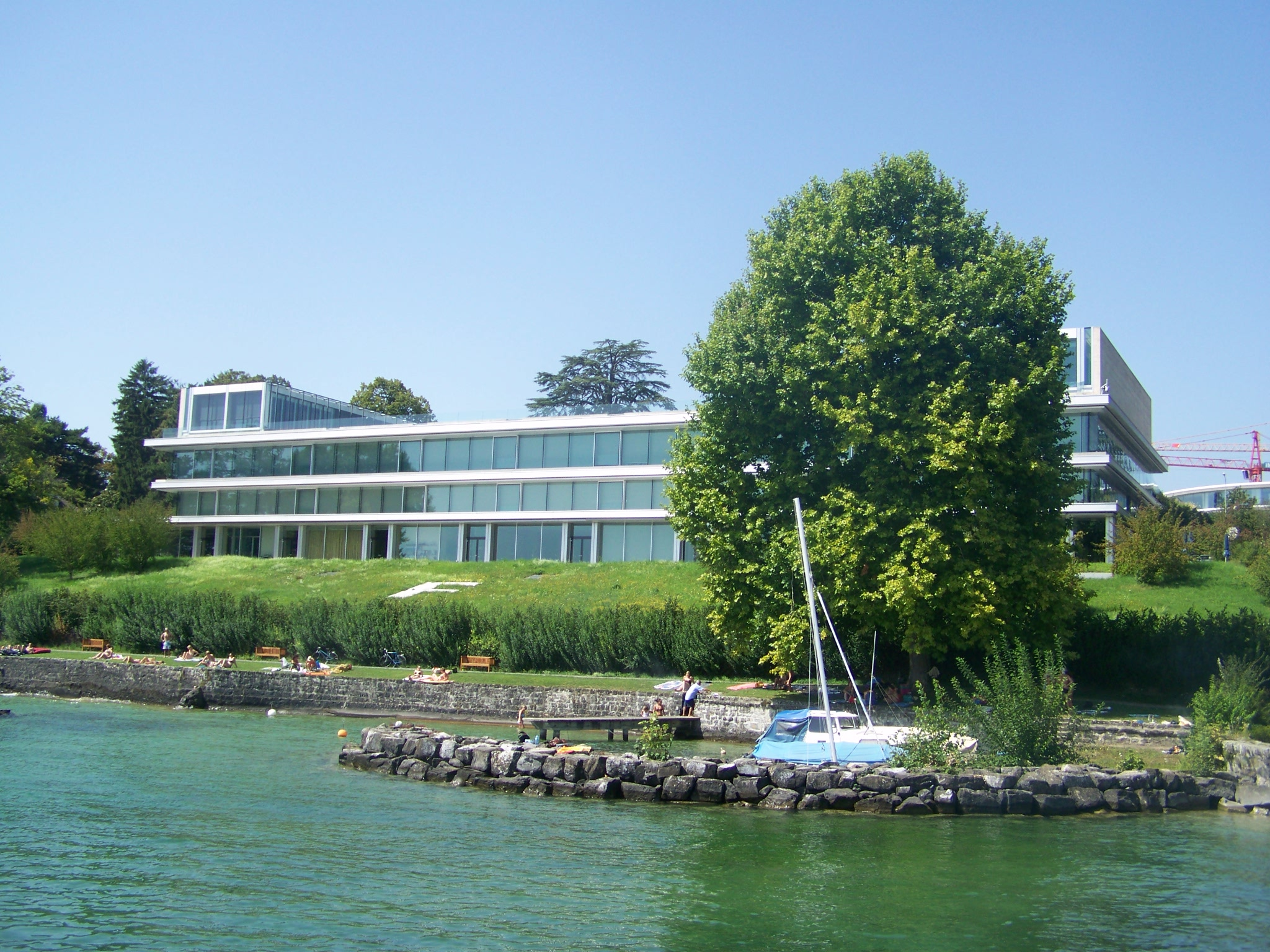
مقر یوفا در نیون، سوئیس

جام ملت‌های اروپا، لیگ قهرمانان اروپا و لیگ اروپا از مهم‌ترین رویدادهای این اتحادیه است.

## رؤسای یوفا
| شماره | نام              | ملیت     | آغاز به کار     | اتمام کار                                                      | طول دوره ریاست          |
| ----- | ---------------- | -------- | --------------- | -------------------------------------------------------------- | ----------------------- |
| ۱     | اِب شوارتز        | دانمارک  | ۲۲ جون ۱۹۵۴     | ۱۷ آوریل ۱۹۶۲                                                  | ۷ سال و ۹ ماه و ۲۷ روز  |
| ۲     | گوستاو ویدکر     | سوئیس    | ۱۷ آوریل ۱۹۶۲   | ۷ ژوئیه ۱۹۷۲                                                   | ۱۰ سال و ۲ ماه و ۲۱ روز |
| موقت  | شاندور بارچ      | مجارستان | ۷ ژوئیه ۱۹۷۲    | ۱۵ مارس ۱۹۷۳                                                   | ۸ ماه و ۹ روز           |
| ۳     | آرتمیو فرانکی    | ایتالیا  | ۱۵ مارس ۱۹۷۳    | ۱۲ اوت ۱۹۸۳                                                    | ۱۰ سال و ۴ ماه و ۲۹ روز |
| ۴     | ژان ژورژ         | فرانسه   | ۱۲ اوت ۱۹۸۳     | ۱۹ آوریل ۱۹۹۰                                                  | ۶ سال و ۸ ماه و ۸ روز   |
| ۵     | لنارت یوهانسن    | سوئد     | ۱۹ آوریل ۱۹۹۰   | ۲۶ ژانویه ۲۰۰۷                                                 | ۱۶ سال و ۹ ماه و ۱۸ روز |
| ۶     | میشل پلاتینی     | فرانسه   | ۲۶ ژانویه ۲۰۰۷  | ۸ اکتبر ۲۰۱۵(معلق شدن از ریاست) ۲۱ دسامبر ۲۰۱۵(محرومیت ۴ ساله) | ۸ سال و ۸ ماه و ۱۳ روز  |
| موقت  | آنخل ماریا ویلار | اسپانیا  | ۸ اکتبر ۲۰۱۵    | ۱۴ سپتامبر ۲۰۱۶                                                | ۱۱ ماه و ۷ روز          |
| ۷     | الکساندر چفرین   | اسلوونی  | ۱۴ سپتامبر 2016 | تاکنون                                                         |                         |

## اعضای سابق
آلمان غربی
 آلمان شرقی
 اتحاد جماهیر شوروی
 چکسلواکی
 یوگسلاوی